# Donje Leviće
Donje Leviće (cyr. Доње Левиће) – wieś w Serbii, w okręgu rasińskim, w gminie Brus. W 2011 roku liczyła 51 mieszkańców.